# Fanda Pánek
František „Fanda“ Pánek (2. listopadu 1949 Praha – 18. srpna 2024) byl český básník, představitel undergroundu 70. let 20. století, signatář Charty 77.

## Život
Po základní škole nastoupil do učení nejdříve na leteckého mechanika, později na potrubáře, ani jeden obor však nedokončil. Živil se dělnickými profesemi. Byl opakovaně diagnostikován jako psychopatická osobnost, vícekrát byl hospitalizován na psychiatrii.
V roce 1972 se seznámil s okruhem undergroundu. Zásadně ho ovlivnilo setkání s Egonem Bondym, Janem Lopatkou a komunitou kolem kapely The Plastic People of the Universe, která také zhudebnila několik jeho básní. Debutoval v roce 1975 v samizdatovém sborníku Egonu Bondymu k jeho 45. narozeninám Invalidní sourozenci, v roce 1981 vznikla samostatná samizdatová sbírka U prdele.
V roce 1985 vystupoval v dokumentárním filmu Tomáše Mazala a Pabla de Sax My žijeme v Praze…. Téhož roku konvertoval ke katolictví, změnil svůj životní styl a omezil svůj kontakt s undergroundem.
Po sametové revoluci v roce 1989 vyšly dva dílčí průřezy jeho samizdatovou poezií. V novějších básních, shrnutých ve sbírce Vita nuova, vychází především z katolické spirituality a od své dřívější tvorby se dlouho distancoval. S vydáním kompletního výboru své undergroundové poezie Vita Horribilis 1972–1985, který uspořádal Martin Machovec, souhlasil až v roce 2007.
Postava Fandy Pánka se objevuje v prózách Egona Bondyho 677 a Příšerné příběhy a v románu Petra Placáka Medorek.

## Dílo
Tvorba Fandy Pánka je typická svou lidovou jednoduchostí, drsným humorem, výrazným rýmem a množstvím konkrétních odkazů k reáliím a postavám undergroundu i normalizace, častý je i odkaz na Ježíše Krista.
- Dnů římských se bez cíle plavíte (BB 1993)
- A tak za polární noci (BB 1994)
- Vita nova (BB 2000)
- Vita horribilis (BB 2007)